# سيدة البيت (مسلسل)
سيدة البيت، مسلسل تلفزيوني درامي كويتي. يتكون من 30 حلقة من إخراج محمد البكر وتاليف محمد النشمي.

## قصة المسلسل
تدور قصة المسلسل حول أسرة خليجية عصامية عبر ثلاثة أجيال في ثلاثة عقود، منذ منتصف ثمانينات القرن العشرين في المجتمع الكويتي، عارضة تباين النفوس البشرية، حتى لو أشقاء، كما يركز بشكل أساسي على حق مهدر في معظم المجتمعات الخليجية وهو حق الفتاة في اختيار شريك حياتها. 
ويتناول المسلسل أسرة تاجر عصامي ثري «عبد العزيز بو صالح» وزوجته القوية «حنان» وأبنائهما «صالح وسارة ونادية وفهد ونورية» وأحفادهما «حمد وداليا وسالم وسحر وناصر»، وتمر الأحداث بتقلبات تراجيدية في العلاقات داخل الأسرة الواحدة، بسبب الطمع حينا وبسبب التقاليد في معظم الأحيان، حيث يدور الصراع داخل المسلسل بين التقاليد الاجتماعية والموروثة وبين التمرد عليها، تماشيا مع الحياة وطلبا للحرية وخضوعا للعواطف من خلال قضية أساسية وهي حق الفتاة في اختيار شريك حياتها.

## طاقم العمل
- حياة الفهد بدور: حنان الام
- زهرة الخرجي بدور: ناديه بنت حنان
- أحمد السلمان بدور: أخو أبو صالح
- أحمد الصالح بدور: أبو صالح زوج حنان
- مشاري البلام بدور: فهد ولد حنان
- شيماء علي بدور: داليا بنت ناديه
- عبد الله الباروني بدور: صالح ولد حنان
- ياسر العماري بدور: صديق ناصر
- غرور بدور: صديقة حنان سبيكه
- ريما الفضالة بدور: نوريه بنت حنان
- طلال السدر بدور: منصور ولد صالح
- نور بدور: بدور زوجة فهد
- نواف القريشي بدور: بو هاني صديق صالح
- عبد الله عباس بدور: ناصر ولد فهد
- نواف العلي بدور: عبد العزيز ولد صالح
- فيصل الصراف بدور: سالم ولد نوريه
- سارة المطيري بدور: سحر بنت نوريه
- بشاير حسين بدور: بنت سبيكه
- أمل محمد بدور: ساره بنت حنان